# Stanley-Smith-Gletscher
Der Stanley-Smith-Gletscher ist ein 21 km langer Talgletscher in den südlichen Coast Mountains in der kanadischen Provinz British Columbia.
Der Stanley-Smith-Gletscher hat sein Nährgebiet an der Nordflanke des 2937 m hohen Stanley Peak in den Pacific Ranges im äußersten Nordosten des Strathcona Regional District. Es grenzt im Osten an das des Bridge-Gletschers. Der Gletscher strömt in westnordwestlicher Richtung. Der Donar-Gletscher mündet rechtsseitig in den Hauptgletscher. Dieser wendet sich auf den unteren 5 km nach Südwesten und auf dem untersten Kilometer erneut nach Westen. Unterhalb des Gletschers hat sich ein Gletscherrandsee gebildet, der nach Westen zum Bishop River hin entwässert wird. Die mittlere Gletscherbreite liegt bei etwa 1,4 km. Talabwärts wird der Gletscher schmäler.
Die Gletscherfläche beträgt ungefähr 45 km².